# Transportadora de Gas del Sur
Transportadora de Gas del Sur (TGS S.A.) es una transportadora de gas natural, responsable de 9.231 kilómetros de gasoductos distribuidos en siete provincias del sur de la República Argentina. Es la transportadora más importante del país y opera el sistema de gasoductos más extenso de América Latina. Transporta más del 60% del gas consumido en el país, llegando a más de ocho millones de personas. Desde su complejo ubicado en General Cerri, Bahía Blanca, lidera los sectores de producción y comercialización de líquidos de gas natural. Desde mayo de 2019, Óscar Sardi es el CEO de la empresa.
TGS es controlada por CIESA, compañía que posee el 51% de las acciones y que a la vez es co-controlada por Pampa Energía S.A. y un grupo inversor conformado por las familias Sielecki, Werthein y Safra. El 23,1% de las acciones es propiedad de la Anses, y el 25,9% restante es de libre flotación en el mercado.

## Historia
Transportadora de Gas del Sur S.A. comenzó sus operaciones el 28 de diciembre de 1992, desde la privatización de la empresa Gas del Estado. Desde el año 1994, Transportadora Gas del Sur cotiza en las bolsas de Nueva York y de Buenos Aires.
La sociedad controlante de TGS es Compañía de Inversiones de Energía S.A. (“CIESA”), quien posee el 51% del capital social de la Sociedad. La Administración Nacional de la Seguridad Social (“ANSES”) es titular del 24% del capital social de tgs y el restante 25% se encuentra en poder del público inversor en Bolsas y Mercados Argentinos S.A y New York Stock Exchange. [cita requerida]
Los accionistas co controlantes de CIESA son: (i) Pampa Energía S.A. con el 50%. cuyo presidente es el empresario argentino Marcelo Mindlin; (ii) y el otro 50% liderado por la familia Sielecki lo conforman Grupo Inversor Petroquímica S.L. (GIP SL) y PCT L.L.C.
Durante los años 2016 y 2017, el ENARGAS llevó adelante el Proceso de Revisión Tarifaria Integral (R.T.I.). En el marco de dicho proceso, el ENARGAS dictó la Resolución I/4362 del año 2017, mediante la cual, entre otras disposiciones, fijó el plan de inversiones obligatorias el período 2017-2021 para TGS S.A. En el primer período de la RTI (1 de abril del 2017 - 31 de marzo de 2018), TGS S.A. invirtió por la suma de 1.295 millones de pesos, monto superior a los 1.261 millones comprometidos para ese año. En el segundo año, la empresa invirtió $3.000 millones.
Desde 2018, gracias a la construcción de un gasoducto y una planta de acondicionamiento en Vaca Muerta, TGS S.A. se convirtió en el primer Midstreamer de la República Argentina.

## Negocios

### Transporte de Gas Natural
El transporte de gas natural se encuentra regulado por la Ley 24.076, desde la privatización de Gas del Estado, en diciembre de 1992.
El sistema de transporte de TGS S.A. conecta las reservas de las cuencas Neuquina, San Jorge y Austral -al sur y oeste argentino-, atravesando siete provincias, para abastecer de gas natural a los principales puntos de consumo de las regiones del sur y el centro de la Argentina, incluidos el Gran Buenos Aires y la Ciudad Autónoma de Buenos Aires.
Su infraestructura de transporte se compone de:
- 9.231 kilómetros de gasoductos de alta presión.
- 33 Plantas Compresoras con una potencia instalada de 780.100 HP y 9 Bases de Mantenimiento.[17]

### Líquidos
TGS S.A. también es líder en la producción y comercialización de líquidos de gas natural en la Argentina. Estas actividades se desarrollan a través de sus instalaciones en Cerri y Puerto Galván, Bahía Blanca. En el Complejo Cerri se procesa el gas natural proveniente de diversas cuencas productivas del país, mientras que en la Planta Galván se realiza la recepción, almacenamiento y despacho de los productos obtenidos a través de bombeos, camiones tanques o buques. La ubicación estratégica del Complejo Cerri dentro del sistema de transporte de gas natural de la Argentina permite procesar gases provenientes de la cuenca Neuquina -a través de los gasoductos Neuba I y II- de las cuencas Austral y del Golfo de San Jorge -a través del gasoducto San Martín. Mediante tres trenes criogénicos y dos de absorción, el Complejo General Cerri separa etano, propano, butano y gasolina natural. Estos productos son almacenados parcialmente en el Complejo Cerri y luego bombeados a Planta Galván, con el fin de ser comercializados en el mercado local y de exportación.
En enero de 2019, se produjo una importante exportación de propano en el buque de gran porte Champlain, de bandera francesa, en un acuerdo con la empresa suiza Geogas Trading.
En 2021, TGS realizó la primera exportación de la historia a Brasil. Fue la primera vez que llega gas licuado de petróleo a Brasil por fuera del sistema de la estatal Petrobras.
El acuerdo con la empresa Copagaz, la mayor comercializadora de gas para cocina de Brasil, permitió exportar 7600 toneladas del producto desde Argentina, convirtiéndose en la primera empresa privada brasilera en trasladar un barco de Gas Licuado de Petróleo (GLP) a ese país.

### Midstream

#### TGS S.A. en Vaca Muerta: primer Midstreamer

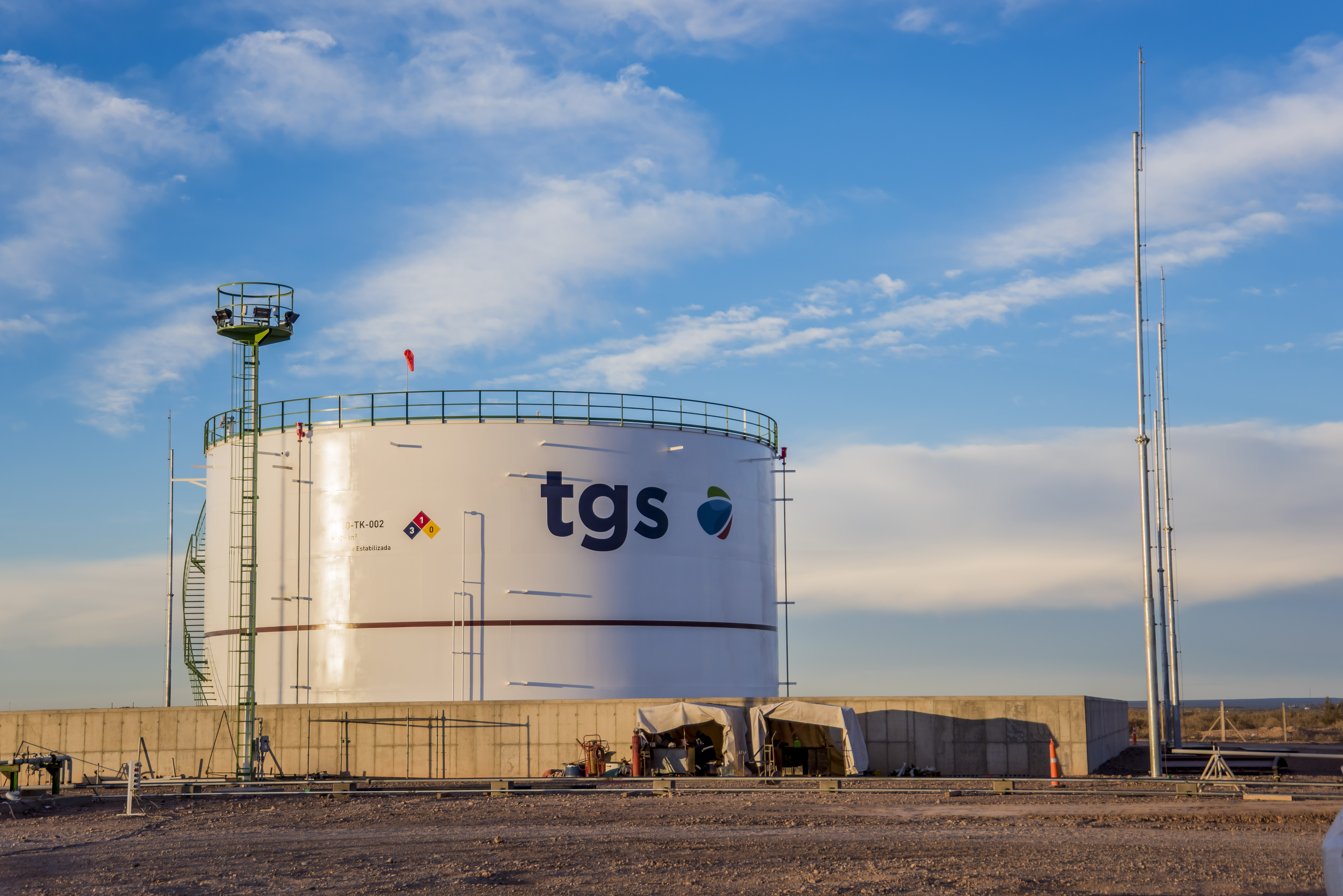
Planta de acondicionamiento de TGS en Tratayén, Neuquén.

Vaca Muerta es la segunda mayor reserva de gas no convencional del mundo. Son muchas las empresas que están invirtiendo para el desarrollo de la región. TGS S.A. está desarrollando la obra de infraestructura necesaria para acondicionar la producción de gas natural en la formación de Vaca Muerta, para luego transportarla e ingresarla a los sistemas troncales de transporte. Esto convierte a TGS S.A. en la primera midstreamer de Argentina. La empresa de energía está invirtiendo 500 millones de dólares en la construcción de un gasoducto de 182 kilómetros, con el fin de captar un caudal de hasta 60 MMm3/d y una planta de tratamiento ubicada en Tratayén, Neuquén, que acondiciona 15MMm3/d actualmente y acondicionará 28 MM m3/d para 2024. El gasoducto recorre más de 33 áreas productivas que cuentan con 13 empresas invirtiendo y trabajando en la región.
Esta obra representa una contribución esencial al desarrollo de las reservas de shale gas, ya que permite inyectar la producción incremental de gas a los sistemas de transporte y permitirá expandir la escala del mercado gasífero, aumentando las oportunidades de exportación, luego de haber cumplido con las necesidades del mercado interno.

#### Gasoducto Presidente Néstor Kirchner

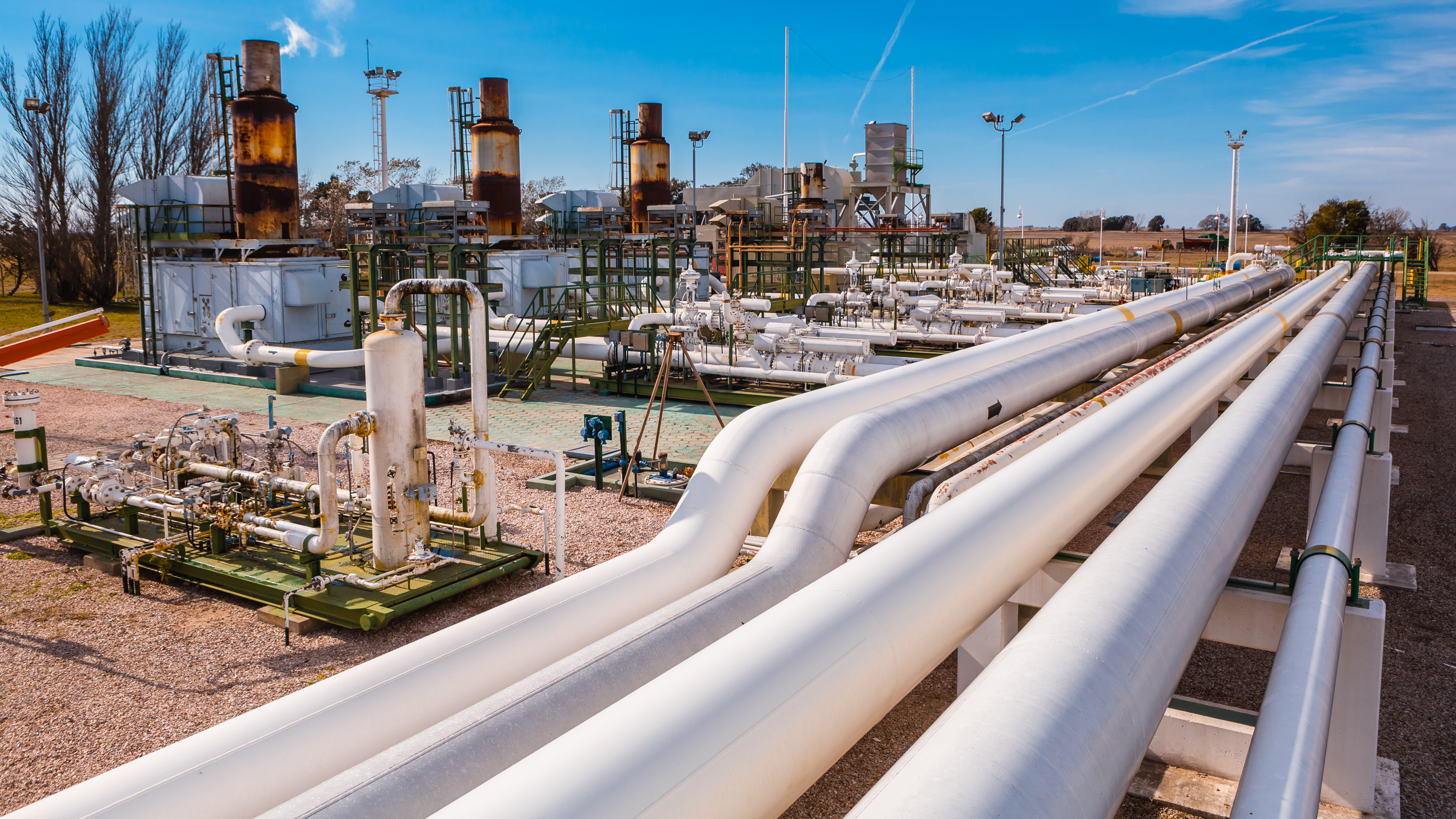
Planta TGS de Saturno.

La infraestructura de transporte desde la Cuenca Neuquina necesitaba un nuevo gasoducto para evacuar la producción incremental de gas no convencional de la zona de Vaca Muerta y transportarlo hacia Buenos Aires. 
En 2022 finalmente fue elegida la propuesta que realizó TGS para la construcción del Gasoducto Presidente Néstor Kirchner (actualmente, Gasoducto Perito Moreno). La misma comprende un primer tramo desde Tratayén, Neuquén, hacia Salliquelo, en la Provincia de Buenos Aires, uniendo con un gasoducto de 573 km dos instalaciones de TGS y siendo la compañía la encargada de operarlo.
El 10 de agosto de 2022 se firmaron los contratos para dar comienzo a la obra de construcción de este primer tramo, quedando a cargo las obras de la UTE conformada por SACDE y Techint y la empresa BTU . Es la primera obra en el país en utilizar soldadoras automáticas y su construcción se realizó en 10 meses, encontrándose apto para funcionar el 20 de junio de 2023 cuando operarios de TGS iniciaron el proceso de llenado.
En esta primera etapa el gasoducto transportará 11 millones de metros cúbicos por día de gas (MM m3/d) desde el yacimiento de Vaca Muerta hasta la ciudad bonaerense de Salliqueló. Esto permitirá sustituir importaciones de gas y líquidos por un valor de aproximadamente US$ 4.400 millones por año (US$ 2.200 millones en 2023).
TGS se adjudicó la operación y el mantenimiento del tramo Tratayén – Salliqueló que une la Planta Tratayén, en Vaca Muerta, y Planta Saturno, Provincia de Buenos Aires, ambas pertenecientes a su sistema. La elección se realizó mediante un concurso privado donde la compañía fue adjudicada por ENARSA, por realizar la propuesta más eficiente en términos técnicos y económicos, para brindar el servicio de operación y mantenimiento del Gasoducto Presidente Néstor Kirchner por un plazo de cinco años.

### Telecomunicaciones: Telcosur

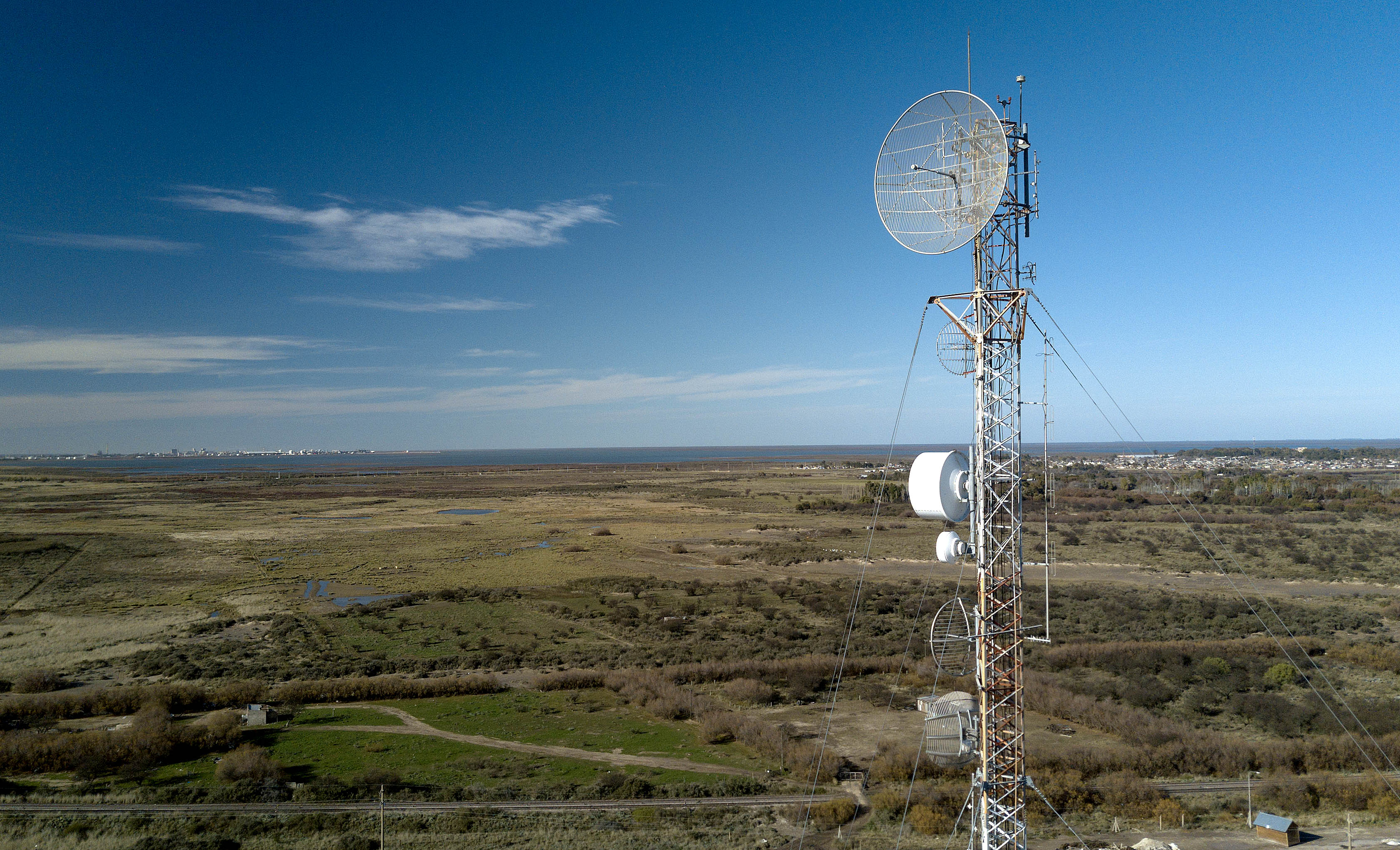
Antena de Telcosur.

Telcosur es un proveedor independiente de ancho de banda para operadores de telefonía y operadores de televisión por cable, proveedores de Internet y de aplicaciones, proveedores de servicios de datos y valor agregado, cooperativas telefónicas y eléctricas y grandes clientes corporativos. La empresa cuenta con varios años de experiencia en el mercado.
La empresa cuenta con un sistema de radio enlace terrestre digital de más de 4.600 kilómetros, que cubre la ruta de Buenos Aires – Bahía Blanca – Neuquén – hacia el oeste y Bahía Blanca – Comodoro Rivadavia – Río Gallegos y Río Grande hacia el sur.